# Pierre Prosper de La Baume
Pour les articles homonymes, voir Baume.
Pierre Prosper de La Baume, mort en 1595, est un prélat français du XVIe siècle, évêque de Saint-Flour.

## Biographie
Il est le fils naturel de Claude de La Baume, baron de Mont-Saint-Sorlin, maréchal et gouverneur du comté de Bourgogne.
Pierre de La Baume est « conseiller et premier aumônier du roi et grand aumônier de la reine ». Il est pourvu en commende de l'abbaye de Bégard comme successeur de Claude de Kernevenoy. Il a déjà été nommé évêque de Saint-Flour de 1573 à 1595. Il prend possession de son siège le 1er septembre 1576 et assiste au concile de Bourges en 1584 . C'est sous son épiscopat qu'Annet de Fontanges fonde un collège à Saint-Flour.